# Swietłoje Pole
Swietłoje Pole (ros. Светлое Поле) – osiedle w Rosji, w obwodzie samarskim, w rejonie krasnojarskim. W 2010 liczyło 1038 mieszkańców.